# Filtertheorie der Aufmerksamkeit
Die Filtertheorie der Aufmerksamkeit wurde im Jahr 1958 vom britischen Psychologen Donald Eric Broadbent entwickelt. Mit dieser Theorie versuchte er die Befunde zum dichotischen Hören, dem Split-Span-Paradigma und der psychologischen Refraktärperiode einheitlich zu erklären.

## Grundlagen
Beim dichotischen Hören erhält die Versuchsperson zwei verschiedene Texte per Kopfhörer auf dem linken und rechten Ohr dargeboten, sie soll aber ihre Aufmerksamkeit nur auf eine fokussieren. Dabei werden die Inhalte des Textes im nicht zu beachtenden Kanal (z. B. rechtes Ohr) in aller Regel nicht wahrgenommen, lediglich ein Wechsel von männlichem zu weiblichem Sprecher oder ein Wechsel von Text zu Tönen wurde bemerkt.
Analog zum dichotischen Hören werden den Versuchspersonen beim Split-Span-Paradigma Ziffernpaare simultan präsentiert. Dabei zeigte sich, dass die Wiedergabe der Ziffern bevorzugt nach Ohr und nicht nach Paaren erfolgte. Die psychologische Refraktärperiode beschreibt, dass eine Person eine längere Reaktionszeit auf den letzteren von zwei Zielreizen, die direkt hintereinander dargeboten werden, benötigt.
Aus diesen Ergebnissen schlussfolgerte Broadbent, dass aufgabenirrelevante Informationen vor ihrer Verarbeitung abgeblockt werden und, dass physikalische Merkmale der Informationen (z. B. linkes oder rechtes Ohr, Frequenz etc.) Hinweisreize sind, um unterschiedliche Informationen auseinanderzuhalten bzw. die Selektion verschiedener Informationen auf Basis dieser physikalischen Merkmalen geschieht. Den letzteren Befund interpretierte Broadbent dahingehend, dass zuerst die Verarbeitung eines Reizes abgeschlossen sein muss, bevor die des zweiten Reizes beginnt.

## Das Modell
Das beschriebene Modell hat theoretisch folgenden funktionellen Aufbau: Alle Wahrnehmungen gelangen zunächst in einen sensorischen Speicher, der die Sinneseindrücke für Sekundenbruchteile festhält. Dann wird auf Basis physikalischer Charakteristika wie z. B. der Stimmlage, und nicht etwa dem Inhalt, darüber entschieden, welche Informationen weiterverarbeitet werden. Alle anderen Informationen werden herausfiltriert. Erst danach werden die Daten in wahrnehmbare Information verwandelt, also z. B. Wörtererkennung geleistet. Die erkannten Informationen gelangen anschließend in das Kurzzeitgedächtnis. Sie stellt somit eine Theorie der frühen Auswahl dar. Da sie viele experimentelle Befunde, wie z. B. den Cocktail-Party-Effekt, nicht erklären kann, gilt sie heute als veraltet.

## Gegenpositionen
Diana Deutsch und J. Anthony Deutsch haben 1963 mit ihrer Theorie der „späten Selektion“ („late selection“) eine Gegenposition zu Broadbents Modell aufgestellt, welches annimmt, dass Informationen schon sehr früh gefiltert werden („early selection“). Ihre Position besagt, dass die Reize erst selektiert und dann identifiziert werden. Dies erfordert eine Verarbeitung aller gleichzeitig dargebotenen Reize. Eine einheitliche Einigung ist derzeit nicht vorhanden.